# Dziewczyna bez zęba na przedzie
Dziewczyna bez zęba na przedzie – utwór zespołu Kult wydany w 1998 roku na albumie Ostateczny krach systemu korporacji oraz na promującym ten album singlu. Autorem tekstu piosenki jest Kazik Staszewski, melodię skomponował Krzysztof „Banan” Banasik, jednak na albumie utwór widnieje jako kompozycja zbiorowa.
Skomponowany przez Krzysztofa „Banana” Banasika utwór kojarzył się zespołowi z twórczością Oasis. Utwór rozpoczyna się spokojnie, w tle przygrywa automat perkusyjny. Zwrotki zostały zaśpiewane spokojnie, refren wykonano mocniej, w wyniku czego przypomina on utwór metalowy. W tle pojawia się pianino Rhodes. Model użyty podczas nagrywania piosenki został pożyczony od Macieja Majchrzaka. Utwór nagrano w warszawskim Hard Studio w okresie styczeń-marzec 1998 w składzie: Kazik Staszewski (śpiew, sampler), Krzysztof „Banan” Banasik (gitara, waltornia), Janusz Grudziński (instrumenty klawiszowe), Ireneusz Wereński (gitara basowa), Andrzej Szymańczak (perkusja). Realizacją dźwięku zajął się Andrzej Rewak.
Utwór opowiada o romansie pomiędzy podmiotem lirycznym (który prawdopodobnie jest niewierny w związku) a tytułową dziewczyną bez zęba na przedzie. Relacja jest utrzymana w tonie pesymistycznym, jedynym powiewem optymizmu jest poszukiwanie dobrej strony z nawiązania relacji (Czy myślałaś o tym, co się stać może między nami dwojgiem / Tu stać się może coś nowego / Słuchaj, słuchaj, słuchaj mnie jeszcze / Tu stało się przecież coś dobrego). Choć Kazik Staszewski zapewnia, że bohaterowie piosenki są postaciami fikcyjnymi, do zespołu zgłaszały się kobiety, które oskarżały autorów utworu o opisanie ich historii.
Do utworu powstał teledysk reżyserii Sławomira Pietrzaka, w którym tytułową bohaterkę zagrała Agnieszka Mazurek. Policjanta prowadzącego śledztwo w sprawie morderstwa zagrał Artur Krajewski. Inspirację do teledysku stanowi film Powiększenie reż. Michelangelo Antonioniego. W teledysku wystąpił również Tomasz Goehs, który zastąpił zmarłego tragicznie Andrzeja Szymańczaka.
Utwór trafił na Listę przebojów Programu Trzeciego, gdzie utrzymywał się przez 38 tygodni.
Tytułowy utwór ukazał się również w wersji koncertowej na albumie Made in Poland z 2016 roku.

## Lista utworów
| Lista utworów | Lista utworów                                                                                            | Lista utworów |
| Nr            | Tytuł utworu                                                                                             | Długość       |
| ------------- | --- | ------------- |
| 1.            | „Dziewczyna bez zęba na przedzie”                                                                        | 6:40          |
| 2.            | „Dziewczyna bez zęba na przedzie (wersja z Jackiem Rodziewiczem na klawiaturze)”                         | 6:58          |
| 3.            | „Dziewczyna bez zęba na przedzie (wersja spokoju społecznego)”                                           | 6:34          |
| 4.            | „Dziewczyna bez zęba na przedzie (wersja z serialu „Derrick i Głazow”)”                                  | 4:00          |
| 5.            | „Dziewczyna bez zęba na przedzie (wersja z wielką oratyngą „Poszłem w kanały” (TPN 25)”                  | 7:03          |
| 6.            | „Dziewczyna bez zęba na przedzie (wersja z książki T.T. Jeża „O byt”)”                                   | 7:03          |
| 7.            | „Dziewczyna bez zęba na przedzie (wersja nagrodzona brązowym medalem na targach sztuki „Komercya 2000”)” | 6:34          |
| 8.            | „Grzesznik (wersja niemalże akustyczna)”                                                                 | 4:09          |
| 9.            | „Grzesznik (wersja echoistyczna – słabe?)”                                                               | 4:14          |
| 10.           | „Bank”                                                                                                   | 4:30          |
| 11.           | „Panie Waldku, pan się nie boi, to tylko lewy czerwcowy z próby)”                                        | 4:38          |
|               | | 1:02:23       |